# Jesse Bradford
Jesse Bradford Watrouse (Norwalk (Connecticut), 28 mei 1979), beter bekend als Jesse Bradford, is een Amerikaanse acteur.

## Levensloop
Bradford werd geboren in Norwalk, Connecticut, als enig kind van twee acteurs. Al toen hij acht maanden oud was speelde hij in een reclame van wattenstaafjesfabrikant Q-Tip. Op aandringen van zijn ouders begon Bradford aan een model- en acteercarrière. In 1984 speelde hij voor het eerst in een film, hij speelde de zoon van Robert De Niro's personage in Falling in Love. Ook later in zijn jeugd speelde Bradford in meerdere bekende films, bijvoorbeeld King of the Hill, Bring It On en Romeo + Juliet. Nadat hij een filmopleiding volgde aan Columbia University en in 2002 afstudeerde kon hij zich meer gaan richten op een acteercarrière. In datzelfde jaar had hij een grote rol in de films Clockstoppers en Swimfan. In 2006 speelde hij in Flags of Our Fathers van Clint Eastwood.
Bradford is eigenaar van de New Yorkse nachtclub The Plumm.

## Filmografie
- Merry Kiss Cam (2022) – Danny Carmody Jr.
- The California No (2020) – Colton
- The Year of Spectacular Men (2017) – Aaron Ezra
- Dead Awake (2016) – Evan
- Badge of Honor (2015) – Mike Gallo
- 10 Rules for Sleeping Around (2013) – Vince
- The Power of Few (2013) – Dom
- Item 47 (2012) – Bennie Pollack
- W. (2008) – Voorzitter studentenvereniging
- The Echo (2008) – Bobby
- My Sassy Girl (2008) – Charlie Bellow
- Flags of Our Fathers (2006) – Rene Gagnon
- Twenty Questions (televisiefilm, 2006) – Jackson Lynch
- Happy Endings (2005) – Nicky Kunitz
- Heights (2004) – Alec
- Eulogy (2004) – Ryan Carmichael
- The West Wing (televisieserie) – Ryan Pierce (9 afleveringen, 2003–2004)
- Swimfan (2002) – Ben Cronin
- Clockstoppers (2002) – Zak Gibbs
- According to Spencer (2001) – Spencer
- Dancing at the Blue Iguana (2000) – Jorge
- Bring It On (2000) – Cliff Pantone
- Cherry Falls (2000) – Rod Harper
- Speedway Junky (1999) – Johnny
- A Soldier's Daughter Never Cries (1998) – de 14-jarige Billy Willis
- Romeo + Juliet (1996) – Balthasar
- Hackers (1995) – Joey Pardella
- Far from Home: The Adventures of Yellow Dog (1995) – Angus McCormick
- King of the Hill (1993) – Aaron Kurlander
- Tribeca (televisieserie) – Josh (1 aflevering, 1993)
- The Boy Who Cried Bitch (1991) – Mike Love
- The Boys (televisiefilm, 1991) – Walter Farmer Jr
- My Blue Heaven (1990) – Jamie
- Presumed Innocent (1990) – Nat Sabich
- Prancer (1989) – jongen 1
- Classified Love (televisiefilm, 1986) – Anthony
- Falling in Love (1984) – Joe Raftis